# Gerda Struhal
Gerda Struhal, née à Vienne, est une pianiste classique autrichienne et pédagogue.

## Biographie
Née à Vienne en Autriche, Gerda Struhal étudie le piano avec Alan Weiss au Conservatoire d'Utrecht, obtenant son diplôme avec mention d'honneur à l'Université des arts appliqués de Vienne (UMPAV) sous la direction de Hans Petermandl. Elle se forme ensuite à la direction d'orchestre au Conservatoire universitaire de Vienne avec Georg Mark et Reinhard Schwarz.
Elle enseigne à l'UMPAV depuis 2002 et donne des master-classes au Conservatoire de musique de Chine, au Conservatoire de musique de Shanghai, à l'Université de Hong Kong et autres. Elle est récipiendaire de prix et récompenses : le prix Gonda Weiner, Appreciation Award du Ministère fédéral de l'Enseignement (Autriche) et le Working Grant du même ministère. En 2003, elle commence ses enregistrements de Chopin et Scriabin (Gramola) et remporte le "Pasticcio Award" d'Austrian classics broadcaster Ö1/ORF.
Gerda Struhal se produit régulièrement en tant que soliste et avec des orchestres, tels que l'Orchestre Bruckner de Linz, l'Orchestre symphonique national de Chine, l'Orchestre symphonique de Shanghai, le City Chamber Orchestra of Hong Kong (en) et l'Orchestre symphonique de Bilkent, parmi d'autres. Son répertoire va de Bach et ses contemporains à la musique actuelle. Elle est invitée en Europe, Asie et aux États-Unis, apparaissant dans des salles comme le Wiener Konzerthaus, le Beethoven-Haus, le Brucknerhaus (en) de Linz, le Carinthian Summer Music Festival, le Carl Philipp E. Bach Hall, le Maryland Hall for the Creative Arts (en), la Salle de concert de Shanghai (en), le Forum culturel autrichien de New York et St Martin-in-the-Fields, entre autres.
En 2010, elle enregistre le disque Domenico Scarlatti : Keyboard Sonatas (Complete), Vol. 12 pour le label Naxos.